# 안동 청주정씨 죽헌고택
안동 청주정씨 죽헌고택(安東 淸州鄭氏 竹軒古宅)은 경상북도 안동시 와룡면 태리에 있는 한옥이다. 2013년 8월 19일 경상북도의 문화재자료 제610호로 지정되었다.

## 지정 사유
안동 청주정씨 죽헌고택은 최초 건립연대는 1500년대로 보여 지나 현재의 건물은 그 후에 중수를 한 것으로 보이는데 종손의 이야기와 사당의 중수연대를 감안하면 1800년 초반일 것으로 판단된다. 죽헌고택은 전체적인 건물의 틀은 유지하고 있으나 현재의 종손이 창호와 벽체 등 많은 부분을 보수하여 옛 모습을 잃었다. 다만 사당의 건축구조는 구법상 일부 특이한 부분이 있으나 건축적인 측면에서 보아 문화재적인 가치가 훼손된 점이 아쉽다. 그러나 마을전체가 말바위를 중심으로 얽힌 역사성을 간직하고 있고 청주정씨 종택이라는 점은 역사문화산업 차원에서 활용도가 있는 것으로 판단되어 민속적인 가치를 지닌 문화재자료 지정한다.

## 참고 자료
- 안동 청주정씨 죽헌고택 - 국가유산청 국가유산포털